# Р
Р, р（现代称呼为эр, er，早期称呼为рьци, rǐci）是一个广泛用在斯拉夫语言的西里尔字母，由希腊字母Ρ演变而成。
和它對應的拉丁字母是R。西里爾字母Р和拉丁字母P，除了形狀相似外，並無其他關係。

## 字母的次序
在俄语、白俄罗斯语字母中排第18位，在乌克兰语、马其顿语字母中排第21位，在保加利亚语字母中排第17位，在塞尔维亚语字母中排第20位。

## 音值
通常为 /r/，在腭化元音前代表 /rʲ/。

## 字符编码
| 字符编码 | Unicode | ISO 8859-5 | KOI-8 | GB 2312 | HKSCS |
| -------- | ------- | ---------- | ----- | ------- | ----- |
| 大写 Р   | U+0420  | C0         | F2    | A7B2    | C845  |
| 小写 р   | U+0440  | E0         | D2    | A7E2    | C866  |

## 参看
- Ρ ρ（希腊字母）
- R r（拉丁字母）